# Frank Grosveld

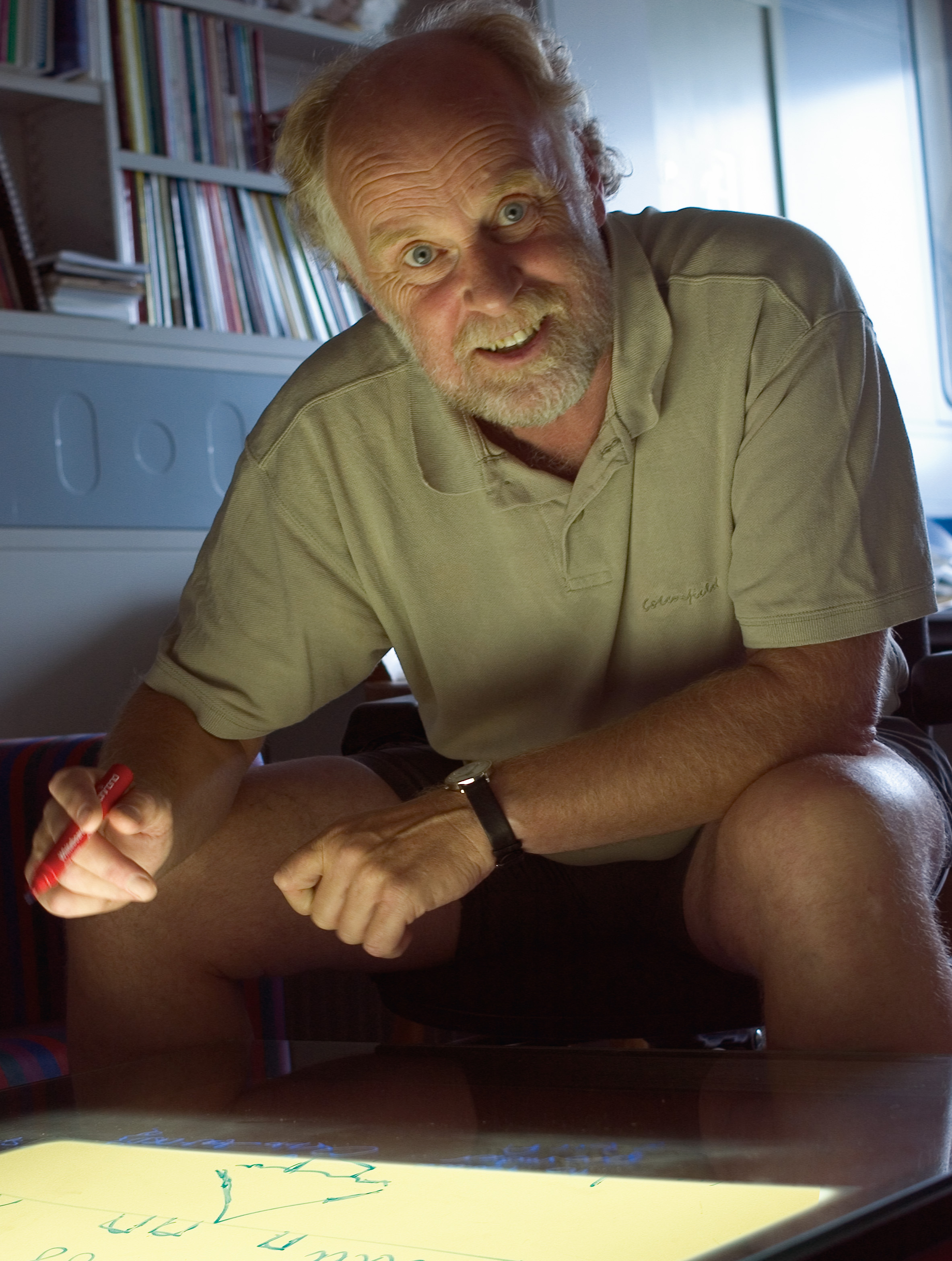
Frank Grosveld

Franklin Gerardus „Frank“ Grosveld (* 18. August 1948) ist ein niederländischer Molekularbiologe.

## Leben
Grosveld studierte Biochemie an der Universität Amsterdam und wurde 1976 an der McGill University promoviert. Als Post-Doktorand war er bei Charles Weissmann in Zürich und bei Richard A. Flavell in London, bevor er an das National Institute for Medical Research in Mill Hill ging, wo er eine eigene Forschungsgruppe leitete und ab 1981 Leiter der Abteilung Gen-Struktur und -Expression wurde. 1993 wurde er Professor für Zellbiologie und Genetik an der Erasmus-Universität Rotterdam. 2008 wurde er Akademie-Professor der Niederländischen Akademie der Wissenschaften.
Grosveld entdeckte Locus-Kontrollregionen (LCR, Locus Control Region) von Genen bei seiner Untersuchung der Gen-Expression von Globinen.
Bei der Untersuchung der Reifung von Erythrozyten entdeckte er die Rolle des Transkriptionsfaktors GATA1. Er befasste sich auch mit DNA-Methylierung und mit Chromatin-Struktur.
1995 gewann er den Spinoza-Preis. Er ist Mitglied der Königlich Niederländischen Akademie der Wissenschaften (1994) und der Academia Europaea (1989) und Fellow der Royal Society (1991). 1991 erhielt er den Louis-Jeantet-Preis für Medizin und 1992 den Howard Hughes International Research Scholar Award. 2013 wurde er Ritter vom Orden des Niederländischen Löwen. 1986 wurde er Mitglied der EMBO. Er ist Mitgründer von vier Firmen.